# Хрпелє
Хрпелє (словен. Hrpelje) — поселення в общині Хрпелє-Козіна, Регіон Обално-крашка, Словенія. Висота над рівнем моря: 502 м. Адміністративний центр общини.